# Baraçal (Celorico da Beira)
Baraçal é uma povoação portuguesa sede da Freguesia de Baraçal do Município de Celorico da Beira, freguesia com 12,22 km² de área e 194 habitantes (censo de 2021), tendo, por isso, uma densidade populacional de 15,9 hab./km².
Foi vila e sede de concelho até ao início do século XIX. Era constituído apenas por uma freguesia e tinha, em 1801, 325 habitantes.

## Demografia
A população registada nos censos foi:
| Distribuição da População por Grupos Etários | Distribuição da População por Grupos Etários | Distribuição da População por Grupos Etários | Distribuição da População por Grupos Etários | Distribuição da População por Grupos Etários |
| -------------------------------------------- | -------------------------------------------- | -------------------------------------------- | -------------------------------------------- | -------------------------------------------- |
| Ano                                          | 0-14 Anos                                    | 15-24 Anos                                   | 25-64 Anos                                   | > 65 Anos                                    |
| 2001                                         | 51                                           | 35                                           | 128                                          | 57                                           |
| 2011                                         | 34                                           | 26                                           | 100                                          | 67                                           |
| 2021                                         | 19                                           | 20                                           | 82                                           | 73                                           |

## Património
- Igreja de Nossa Senhora da Conceição